# Icterus croconotus
Icterus croconotus — вид воробьиных птиц из семейства трупиаловых. Эти птицы — близкие родственники Icterus icterus и Icterus jamacaii, одно время все три вида считались одним таксоном.

## Распространение
Обитают на территории Гайаны, Бразилии, Парагвая, а также в восточной части Эквадора, Боливии и Перу.

## Описание
Длина тела около 23 см. Окрас ярко-оранжевый, но лицо, нагрудник, крылья и хвост чёрные, также на крыльях имеются небольшие белые «заплатки». Глаз окружен небольшим голубым кольцом голой кожи.

## Биология
Питаются фруктами, насекомыми и другими членистоногими. Собственное гнездо обычно не строят, но часто занимают принадлежащее Cacicus cela.

## Охранный статус
МСОП присвоил виду охранный статус LC.